# Erik "Tjomme" Persson
Erik Manfred "Tjomme" Persson, född 28 oktober 1912 i Landskrona, död 20 december 1986 i Landskrona, var en svensk fotbollsspelare.
Persson spelade i många år i Landskrona Bois, och spelade sammanlagt 182 matcher (36 mål) i Allsvenskan 1934/1935–1941/1942 och 1944/1945.
Åren 1938–1942 spelade Persson tolv A-landskamper (ett mål) för Sverige. Han spelade även en B-landskamp.